# Göta hovrätt

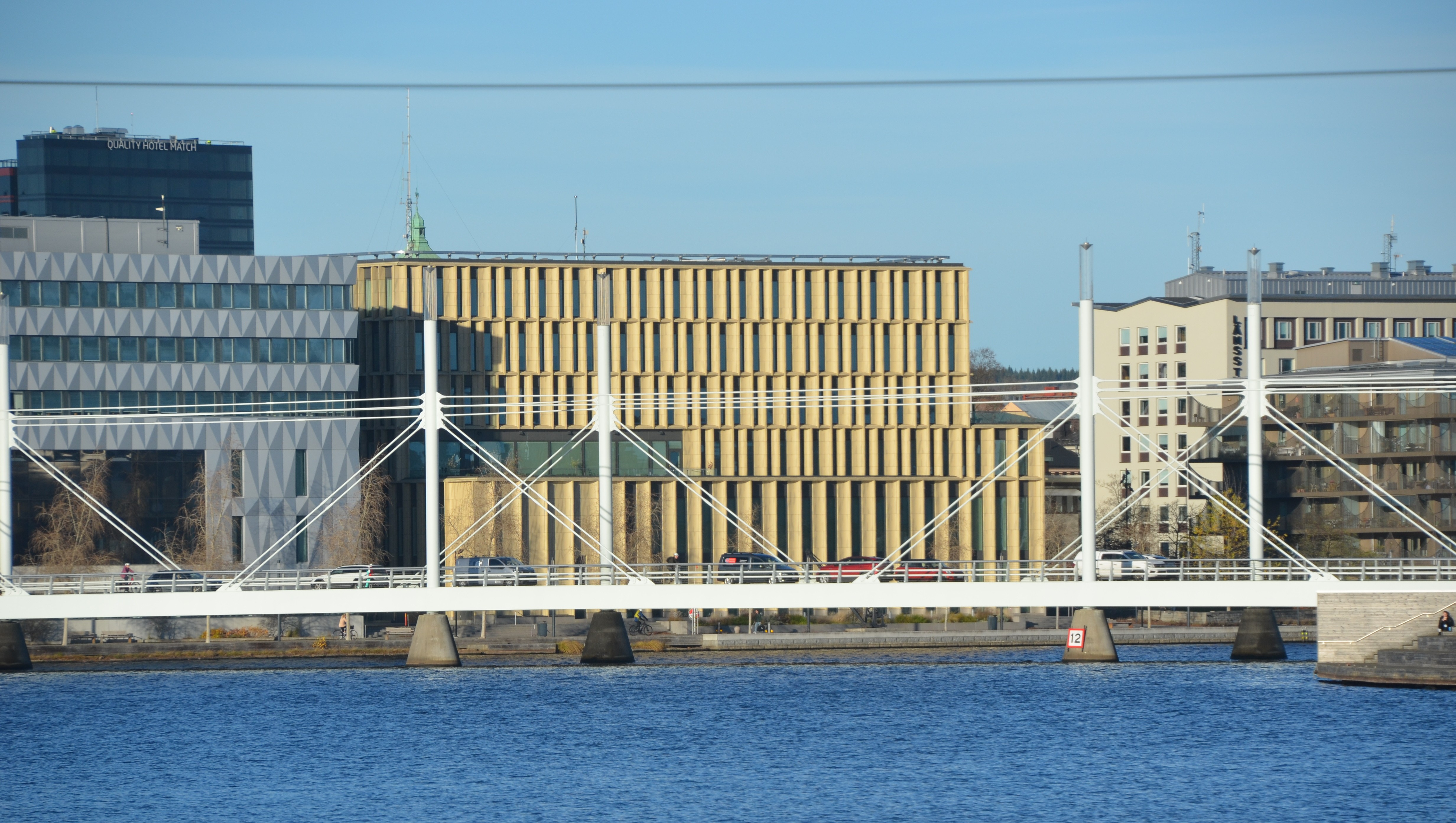
Nuvarande byggnad

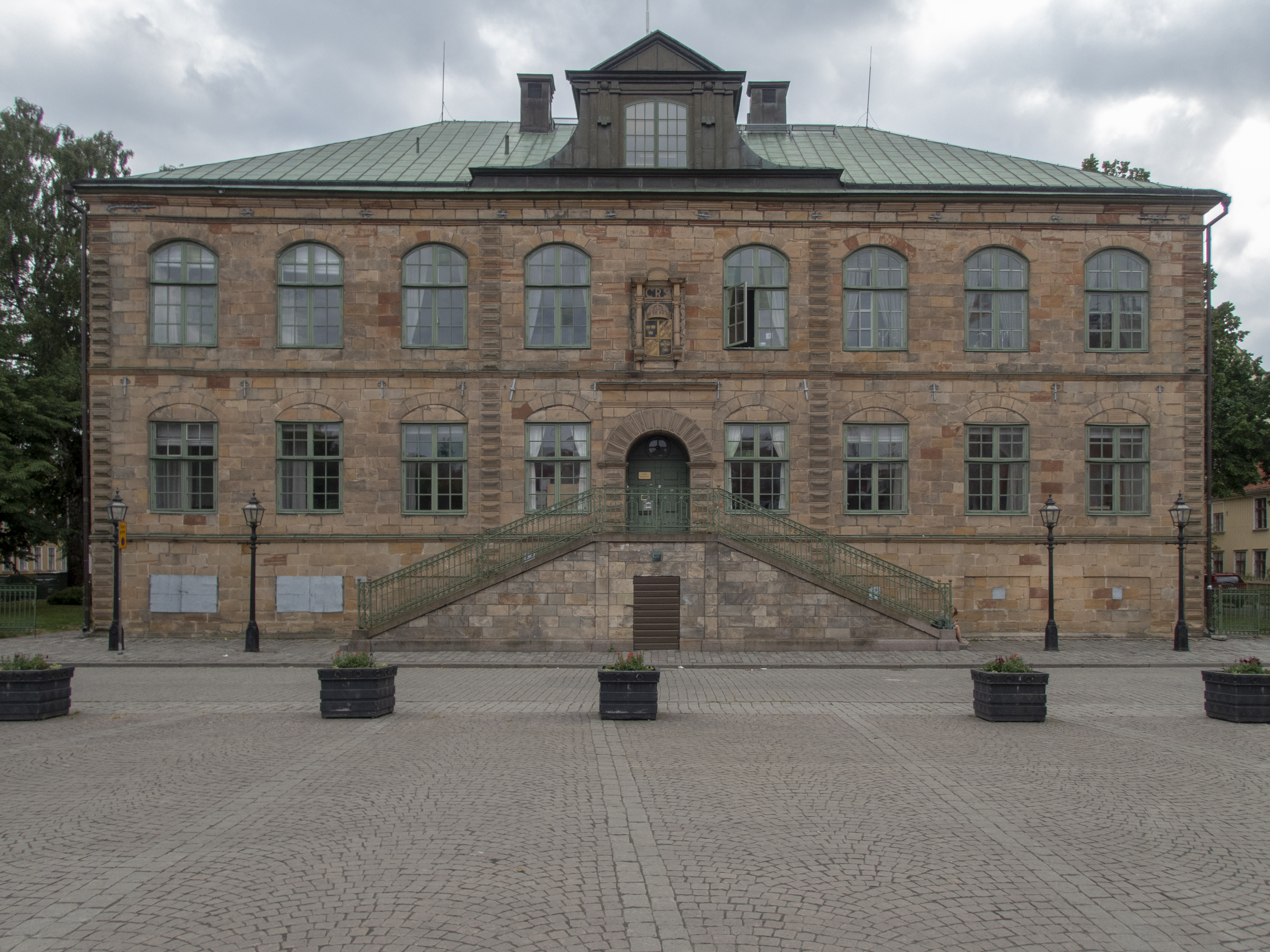
Göta hovrätts tidigare byggnad, i bruk för hovrätten till 2023

Göta hovrätt är en svensk hovrätt med säte i Jönköping. Göta hovrätt instiftades under drottning Kristinas förmyndarregering den 5 november 1634 med Jönköping som kansliort. Den är den näst äldsta av Sveriges sex hovrätter. Den första hovrätten i Sverige var Svea hovrätt, som inrättades 1614.
President för Göta hovrätt är sedan 2016 Charlotte Brokelind.

## Historik
Hovrättens officiella namn var vid grundandet 1634 Supremi Iudicii in Regno Gothico, eller på svenska Högsta Domstolen i Göta Rike.
Hovrättens verksamhetsområde var från början Götaland i dess dåvarande omfattning inkluderande  Värmland, som 1816 överfördes till Svea hovrätt. Efter frederna i Brömsebro år 1645 och i Roskilde 1658 tillfördes landskapen Blekinge, Bohuslän, Halland och Skåne. I syfte att avlasta Göta hovrätt inrättades år 1820 Hovrätten över Skåne och Blekinge och 1948 Hovrätten för Västra Sverige. 1 juli 1992 överfördes Örebro län till hovrättens domkrets.
Domkretsen omfattar numera Kalmar, Kronobergs, Jönköpings, Östergötlands och Örebro län samt gamla Skaraborgs län. Tingsrätter under Göta hovrätt finns i Örebro, Skövde, Norrköping, Linköping, Jönköping, Eksjö, Växjö och Kalmar.

### Hovrättspresidenter
- 1634–1645: Johan Skytte af Duderhof
- 1646–1647: Peder Eriksson Sparre
- 1648–1651: Fredrik Gustavsson Stenbock
- 1651–1662: Knut Göransson Posse af Hedensund
- 1662–1665: Carl Mörner af Tuna
- 1665–1676: Gustaf Knutsson Posse af Hedensund
- 1676–1678: Henrik Georg Falkenberg af Bålby vice
- 1678–1682: Claes Rålamb
- 1682–1686: Göran Gyllenstierna af Björksund och Helgö
- 1687–1702: Axel Stålarm
- 1702–1705: vakant
- 1705–1710: Carl Nieroth
- 1710–1711: Hans Clerck
- 1711–1719: vakant
- 1719–1721: Carl Gustaf Mörner af Morlanda
- 1723: Sven Lagerberg
- 1723–1741: Germund Cederhielm den yngre
- 1741–1750: Bernhard Cederholm
- 1750–1755: Erik Mathias von Nolcken
- 1755–1771: Carl Gustaf Wennerstedt
- 1771–1781: Arvid Silfverschiöld
- 1781–1792: Arvid Fredrik Kurck
- 1793: Gustaf Adam von Nolcken
- 1794–1795: Axel Christian Reuterholm
- 1795–1825: Arvid Erik Posse
- 1826–1836: Samuel Abraham Leijonhufvud
- 1836–1855: Lars Herman Gyllenhaal
- 1843–1844: Svante Niclas Lindberg (tillförordnad)
- 1855–1858: Louis De Geer[2]
- 1858–1867: Sven August Darin
- 1868–1869: Johan Åke Auselius (tillförordnad)
- 1869: Frans Fabian Huss (tillförordnad)
- 1870–1874: Åke Lemchen (tillförordnad)
- 1868–1874: Axel Adlercreutz
- 1874–1878: Åke Lemchen
- 1878–1883: Herman von Gegerfelt[3]
- 1883–1902: Otto Wilhelm Staël von Holstein
- 1902–1906: Hjalmar Hammarskjöld[4]
- 1905–1906: Christian Georg Svalander (tillförordnad)
- 1906–1925: Carl Leijonmarck[5]
- 1925–1926: Berndt Nils Robert Lilienberg
- 1926–1930: Erik Anshelm Berglöf
- 1930–1947: Gunnar Bendz
- 1948: Johannes Herrlin (tillförordnad)
- 1948–1965: Joël Laurin[6]
- 1965–1987: Erik Åqvist[7]
- 1987–1996: Carl Axel Petri
- 1996–1998: Lars Åhlén
- 1998–2006: Bertil Hübinette
- 2006–2010: Kathrin Flossing
- 2011–2016: Sten Andersson
- 2016–: Charlotte Brokelind

## Byggnader
’’Huvudartiklar: Göta hovrätts tidigare byggnad och Göta hovrätts och Kammarrättens i Jönköping byggnad’’
Göta hovrätt och Kammarrätten i Jönköping flyttade 2023 in en ny domstolsbyggnad vid västra stranden av  Munksjön.
Tidigare inrymdes Göta hovrätts verksamhet i främst två byggnader vid Hovrättstorget i Jönköping, varav den äldsta uppfördes på 1600-talet. Denna, samt annexbyggnaden från 1800-talet, och numera är byggnadsminne. Domstolen hade sitt första sammanträde därden 27 september 1650.
Den tidigare hovrättsmiljön förvaltas av Statens fastighetsverk.

## Heraldiskt vapen
Blasonering: I blått fält tre av vågskuror bildade ginbalkar av silver, överlagda med ett med öppen krona krönt lejon av guld med röd beväring. Skölden krönt med kunglig krona. Vapnet antogs år 2003